# Tskurguili (Ochamchire)
Tskurguili (en georgiano: წყურგილი) o Aadzij Aga (en abjasio: Аӡыхь Ага, romanizado: Adzyj Aga) es una aldea que pertenece a la parcialmente reconocida República de Abjasia, dentro del distrito de Ochamchire, aunque de iure es parte del municipio de Ochamchire de la República Autónoma de Abjasia de Georgia.

## Geografía
Tskurguili se encuentra a orillas del mar Negro y a 24 km de Ochamchire. Las aldea se administra desde el pueblo de Adziubzha.   